# Dům čp. 420 (Štramberk)
Dům čp. 420 stojí na ulici Horní Bašta ve Štramberku v okrese Nový Jičín. Roubený dům byl postaven počátku 19. století. Byl zapsán do Ústředního seznamu kulturních památek ČR před rokem 1988 a je součástí městské památkové rezervace.

## Historie
Podle urbáře z roku 1558 bylo na náměstí postaveno původně 22 domů s dřevěným podloubím, kterým bylo přiznáno šenkovní právo, a sedm usedlých na předměstí. Uprostřed náměstí stál pivovar. V roce 1614 je uváděno 28 hospodářů, fara, kostel, škola a za hradbami 19 domů. Za panování jezuitů bylo v roce 1656 uváděno 53 domů. První zděný dům čp. 10 byl postaven na náměstí v roce 1799. V roce 1855 postihl Štramberk požár, při němž shořelo na 40 domů a dvě stodoly. V třicátých letech 19. století stálo nedaleko náměstí ještě dvanáct dřevěných domů.
Původní roubený dům čp. 420 byl postaven počátku 19. století, je přisazen k městské hradební zdi a je spojen s domem čp. 304. První písemná zmínka pochází z roku 1824. Na konci osmdesátých let 20. století byla k roubené části připojena zděná přístavba. V letech 2010–2011 byl dům rekonstruován. Na objektu byly vyměněny poškozené trámy napadené hnilobou a tesaříkem krovovým. V době oprav byl proveden dendrochronologický průzkum, který určil stáří pokácených stromů u vybraných vzorků na zimu 1780–1781, 1786 a 1820. Podle dendrochronologického průzkumu byl dům pravděpodobně postaven v osmdesátých letech 18. století. Objekt je součástí původní předměstské zástavby ve Štramberku.

## Stavební podoba
Dům je přízemní zděná a roubená stavba na obdélném půdorysu, je orientovaná jižním okapovou stranou do ulice a severním je přisazena k městské hradební zdi. Je roubena z hraněných trámů a půlkuláčů. Nejmohutnější trám měl průměr 45 cm. Dispozice je dvojdílná se síní a jizbou. Stavba je postavena na nízké kamenné podezdívce, která vyrovnává svahovou nerovnost. Okapové průčelí má dvě okna v jednoduchých rámech a vchod. Zděná část je dvouosá s vysokými kaslíkovými okny. Východní štítové průčelí přiléhá k domu čp. 304 a k západnímu zděná část na vysoké podezdívce. Svahový rozdíl mezi roubenkou a zděnou částí způsobuje, že roubenka je o jedno patro níže než zděná část. Propojení obou částí je vyřešeno bedněným schodišťovým přístavkem s oknem. Střecha je pultová krytá plechem na zděné části, nad roubenou části je krytá šindelem a je prolomena vikýřem s pultovou střechou a dvěma okny. V roubené části je zachován trámový strop.